# Ponte della Delizia
Il Ponte della Delizia (Puìnt de Delicie in friulano) è un ponte stradale che permette di attraversare il fiume Tagliamento, collegando il comune di Valvasone Arzene (PN) a Codroipo (UD). Dall'imbocco del ponte sulla destra del fiume fino al bivio Coseat sulla sinistra si sovrappongono i tracciati della SS 13 e della SR 463.
Ponte della Delizia è anche il nome della frazione di Valvasone Arzene ubicata a ridosso dell'imbocco del ponte, sulla sponda destra del fiume, nei pressi di una chiesetta in memoria dei caduti della Grande Guerra.

## Caratteristiche
Ponte a trave scatolare lungo 1026 metri. L'impalcato poggia su 21 piloni in alveo. La luce media delle 22 campate è di 47 metri. La sezione trasversale è di 13 metri.
La strada è ad unica carreggiata formata da due corsie, una per direzione di marcia. Su entrambi i lati della carreggiata, larga 10,50 metri, ci sono marciapiedi, larghi 1,25 metri, protetti da guard-rail e parapetti metallici.
Il ponte, realizzato dalla Rizzani de Eccher su progetto dell'ANAS di Trieste, è stato inaugurato il 28 giugno 1990.
Il ponte precedente, posto immediatamente a valle, è stato demolito negli anni successivi.

## Storia

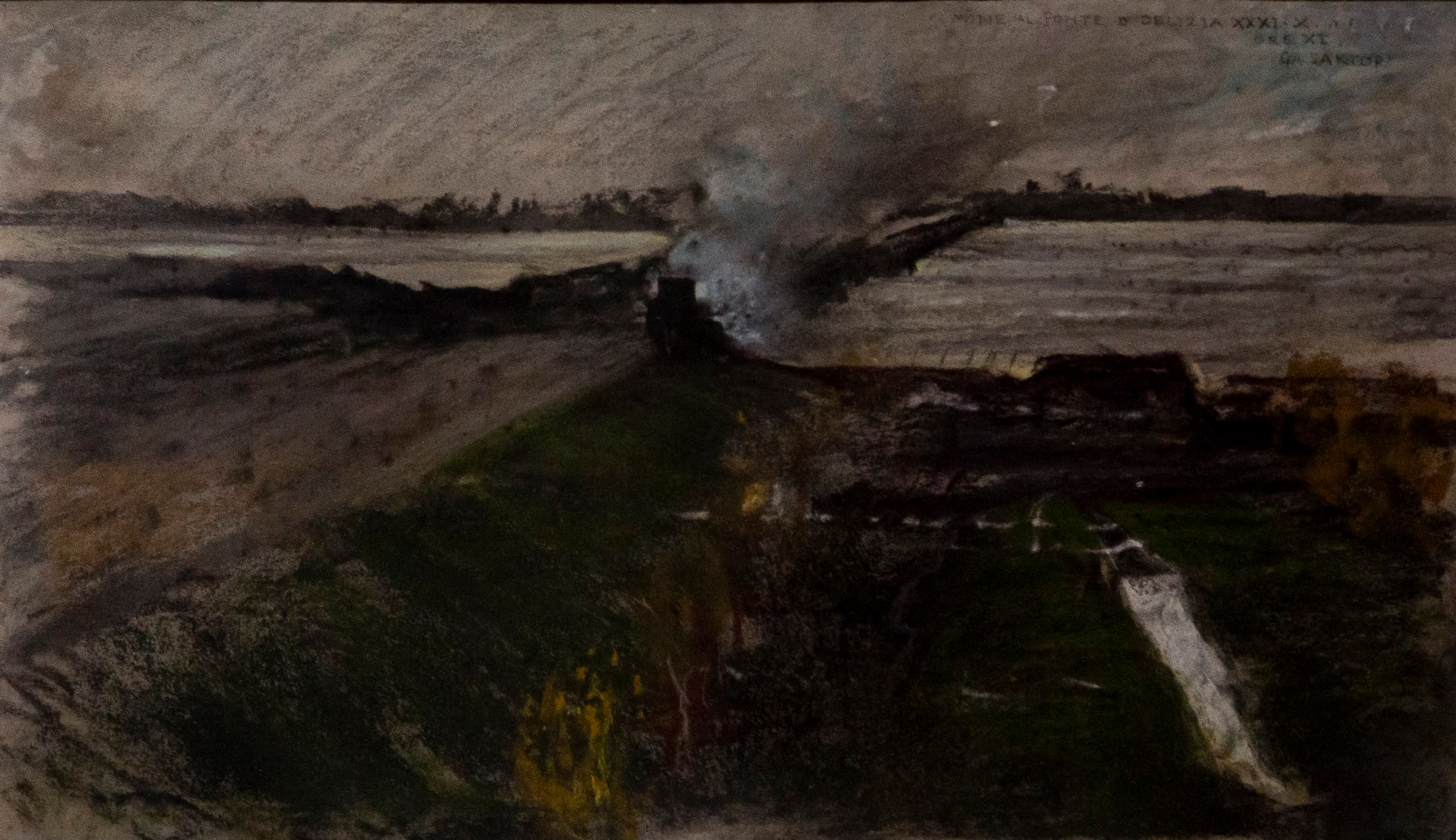
Uno dei ponti fatti esplodere il 30 ottobre 1917

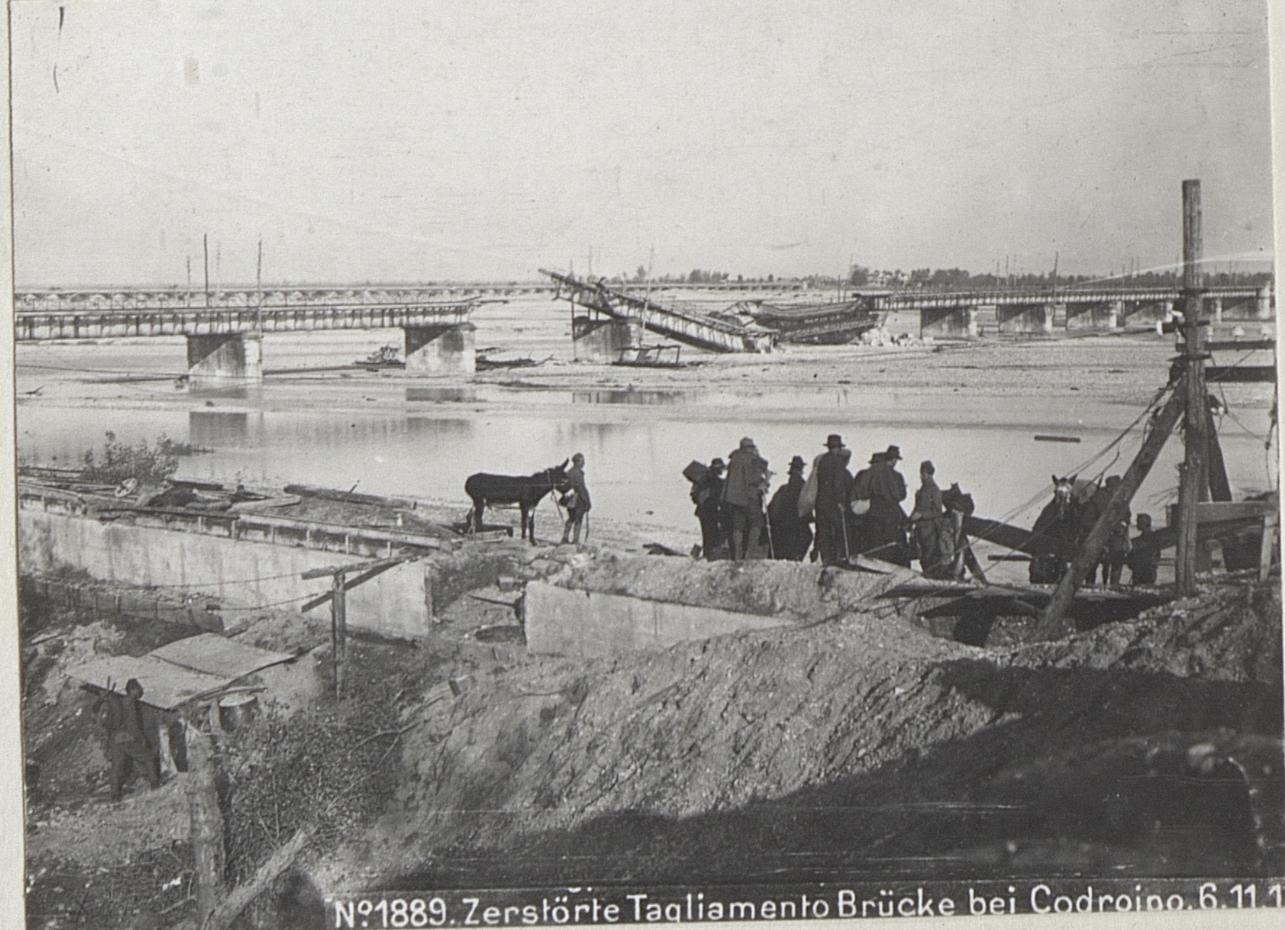
Ponte ferroviario distrutto nel 1917

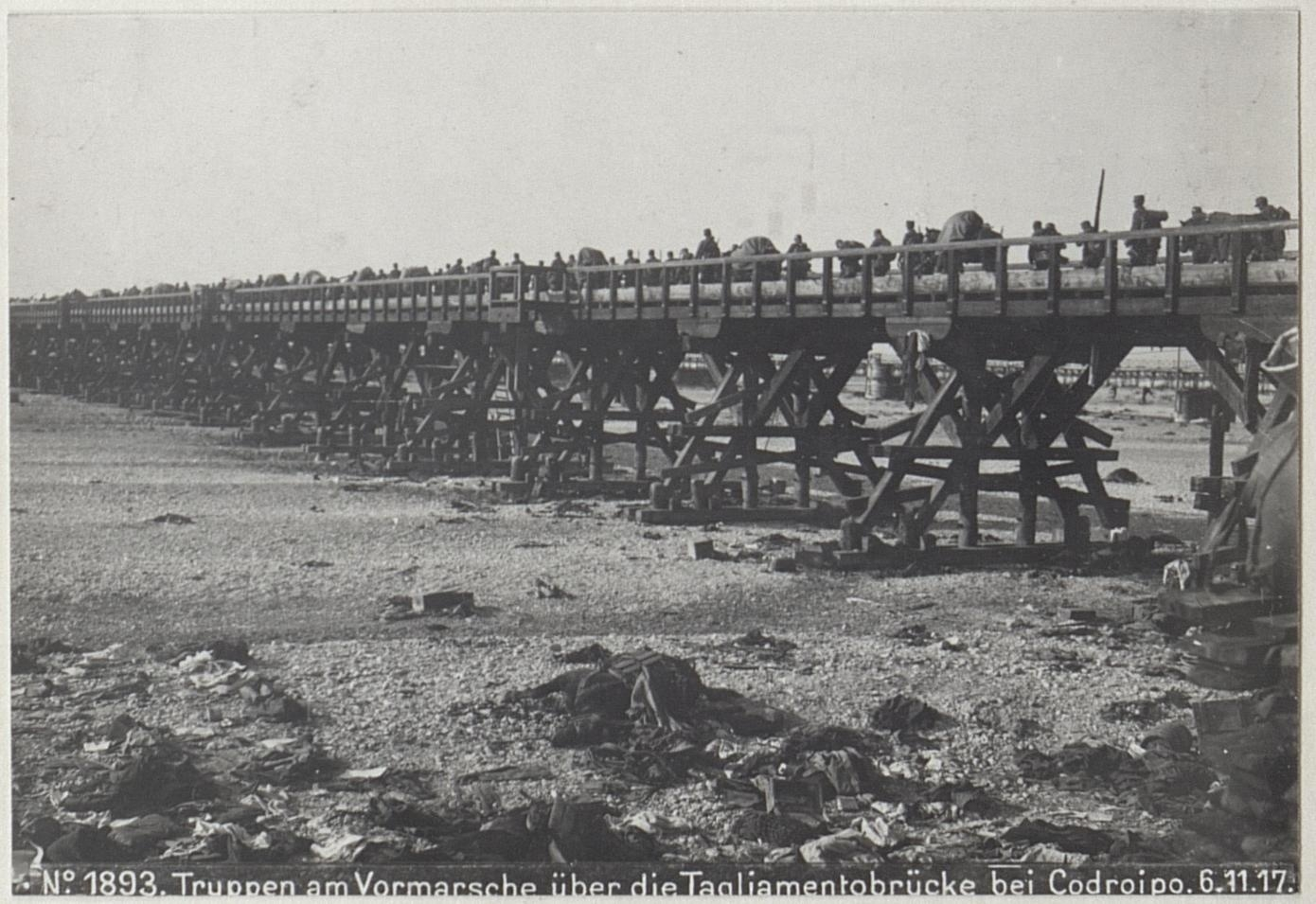
Ponte stradale in legno riattivato il 6.11.1917

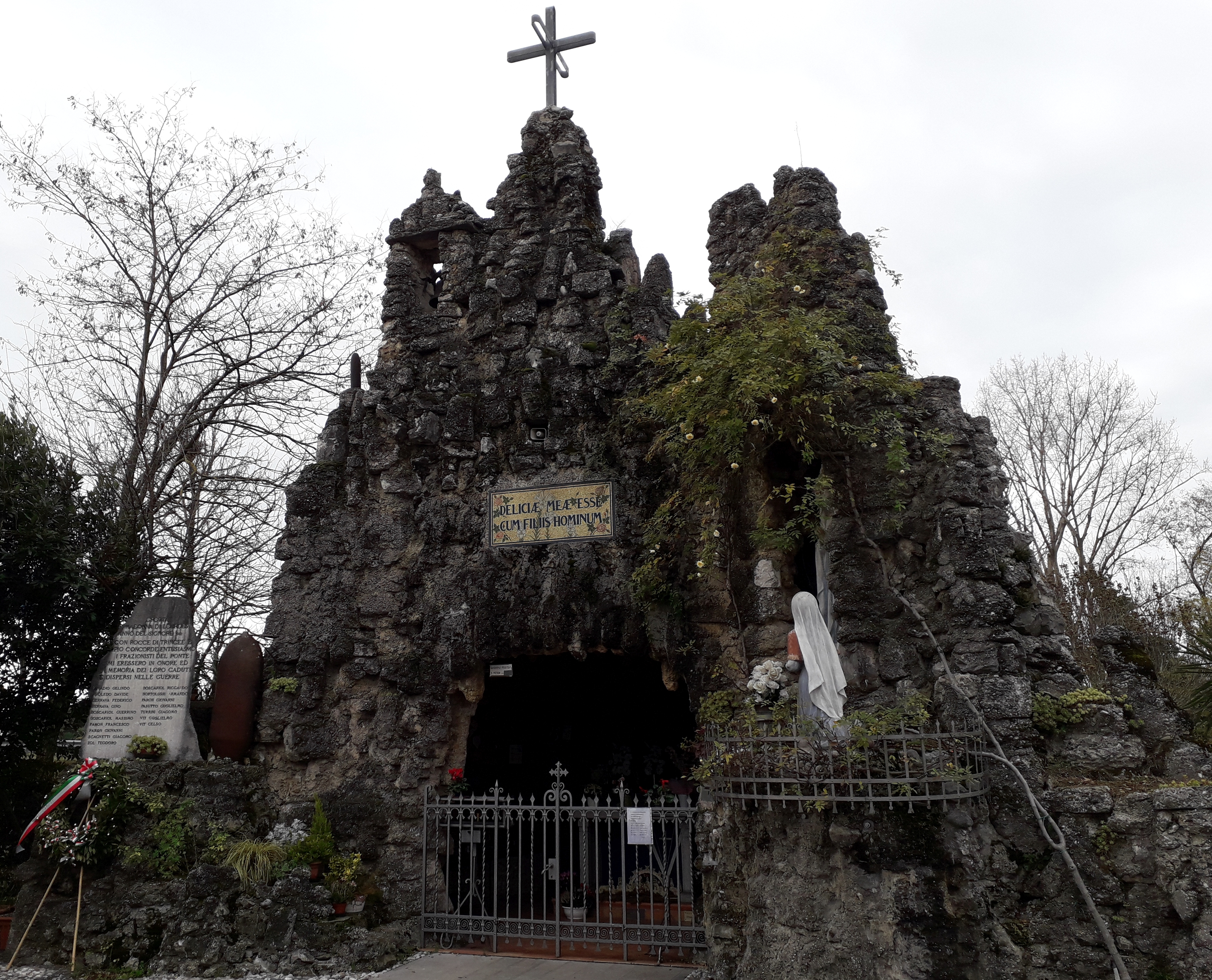
Grotta/chiesetta in memoria dei caduti in guerra (imbocco ovest)

Dalle cronache delle campagne napoleoniche si apprende che il 16 marzo 1797 a Valvasone il ponte ancora non esisteva: in una giornata piovosa e ventosa Napoleone, in marcia verso est con i suoi soldati, guada il fiume e si scontra sulla sponda sinistra con le truppe asburgiche comandate da Carlo d'Asburgo-Teschen, sconfiggendole (Battaglia di Valvasone).
Un ponte in legno d'abete, lungo 1089 metri su 176 piloni, è costruito nel 1805 dagli austriaci, su progetto dell'ingegnere Francesco Schiavi. Pochi mesi dopo il manufatto viene danneggiato dagli stessi austriaci in ritirata, costringendo i francesi a ricostruirlo per permettere il transito della loro fanteria. Napoleone, diretto a Palmanova, nel dicembre del 1807 può così transitarvi in carrozza ad otto cavalli, seguito dalla sua armata.
Il 30 ottobre 1917 il ponte stradale napoleonico e, a valle, i due limitrofi ponti ferroviari (uno centrale in travatura metallica e quello più a sud in legno) sono fatti esplodere dal Regio Esercito, in affannosa ritirata dopo la disfatta di Caporetto e la battaglia di Pozzuolo, per rallentare la travolgente avanzata delle truppe austro-ungariche e tedesche. Nello scoppio muoiono i civili e i militari che in quel momento stanno attraversando il ponte. Due battaglioni di Granatieri di Sardegna ed alcuni reparti della Terza armata restano invece isolati sulla testa di ponte della riva sinistra del fiume e cadono in mano nemica. All'imbocco orientale del ponte una lapide, posata il 30/10/1987 su iniziativa dei granatieri superstiti, ricorda tali eventi. Ai primi di novembre austro-ungarici e tedeschi riattivano i ponti, oltrepassano in massa il Tagliamento e puntano al Piave.
Il ponte viene nuovamente distrutto un anno dopo (1918) dagli austro-ungarici, incalzati dal Regio Esercito dopo la disastrosa sconfitta subita nella battaglia di Vittorio Veneto.
Negli anni venti è costruito il primo ponte stradale in calcestruzzo. Gli operai che lavorano alla ricostruzione raccolgono i materiali di trincea trovati nel greto del Tagliamento ed altri scarti bellici, tra cui resti di bombe. Gli abitanti della zona, recuperando parte di tale materiale, edificano una chiesetta ispirata alla grotta di Lourdes, in memoria dei morti nel conflitto. Consacrata nel 1931 è tuttora visitabile sulla sponda destra del fiume, nella frazione di Valvasone Arzene che ha la stessa denominazione del ponte.
Anche durante la seconda guerra mondiale il ponte è danneggiato dagli attacchi aerei alleati, che interessano anche il vicino nodo ferroviario di Casarsa della Delizia.
Nei primi anni novanta si costruisce un nuovo ponte stradale, immediatamente a monte del precedente, che viene poi demolito.

## Origine del nome
Delizia era l'antico toponimo che identificava la località nei pressi della sponda destra del fiume, dove poi è stato costruito il ponte.  Esso era usato per indicare un "luogo prospero e felice"
Da tale località deriva, oltre alla denominazione del ponte,  anche l'appellativo "della Delizia" integrato alla vicina Casarsa con Regio Decreto n. 3893 del 18 agosto 1867 (pubblicato in Gazzetta Ufficiale il 23/9/1867), al fine di distinguerla da Casarza Ligure.

## Galleria d'immagini

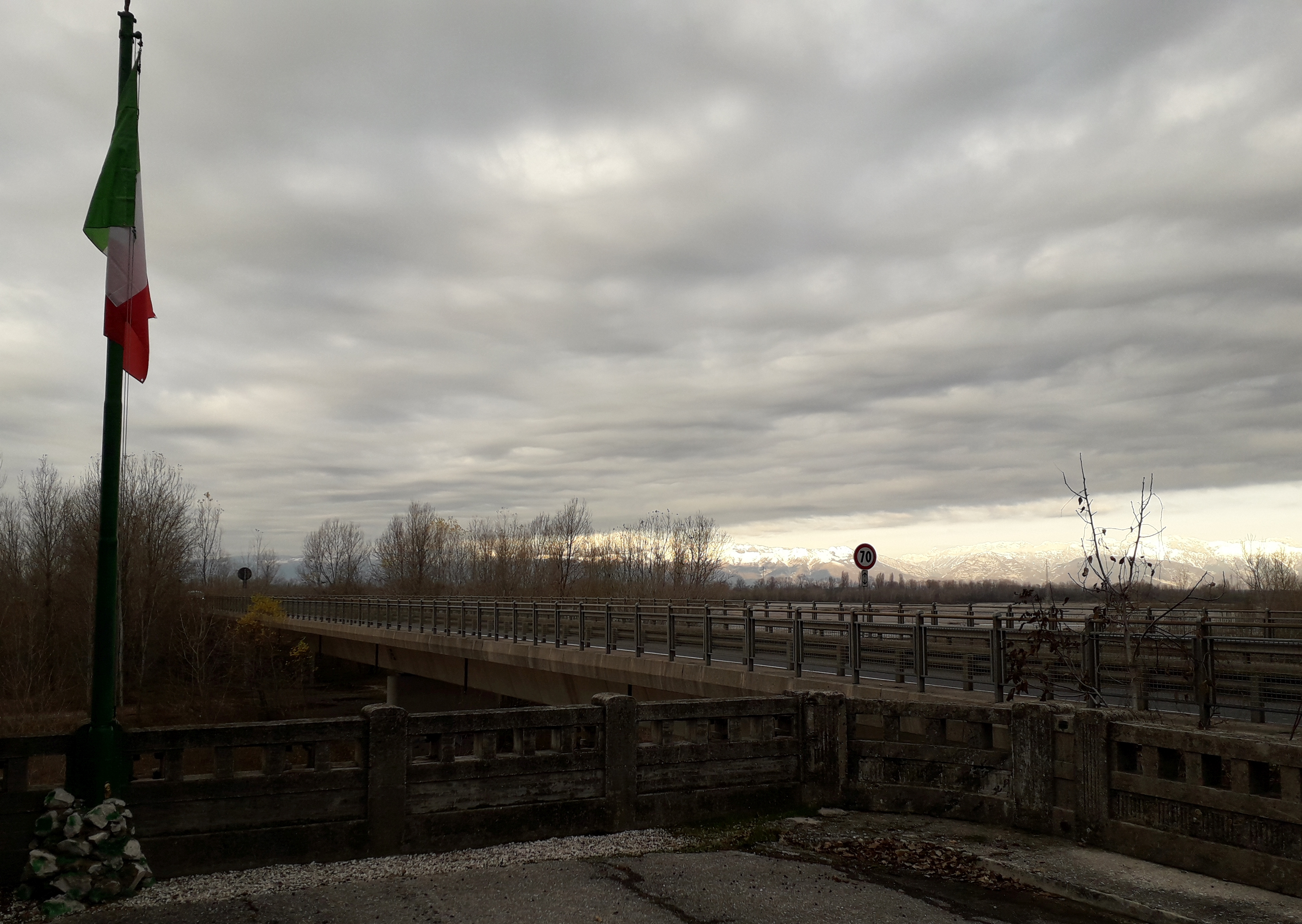
Vista dall'imbocco est
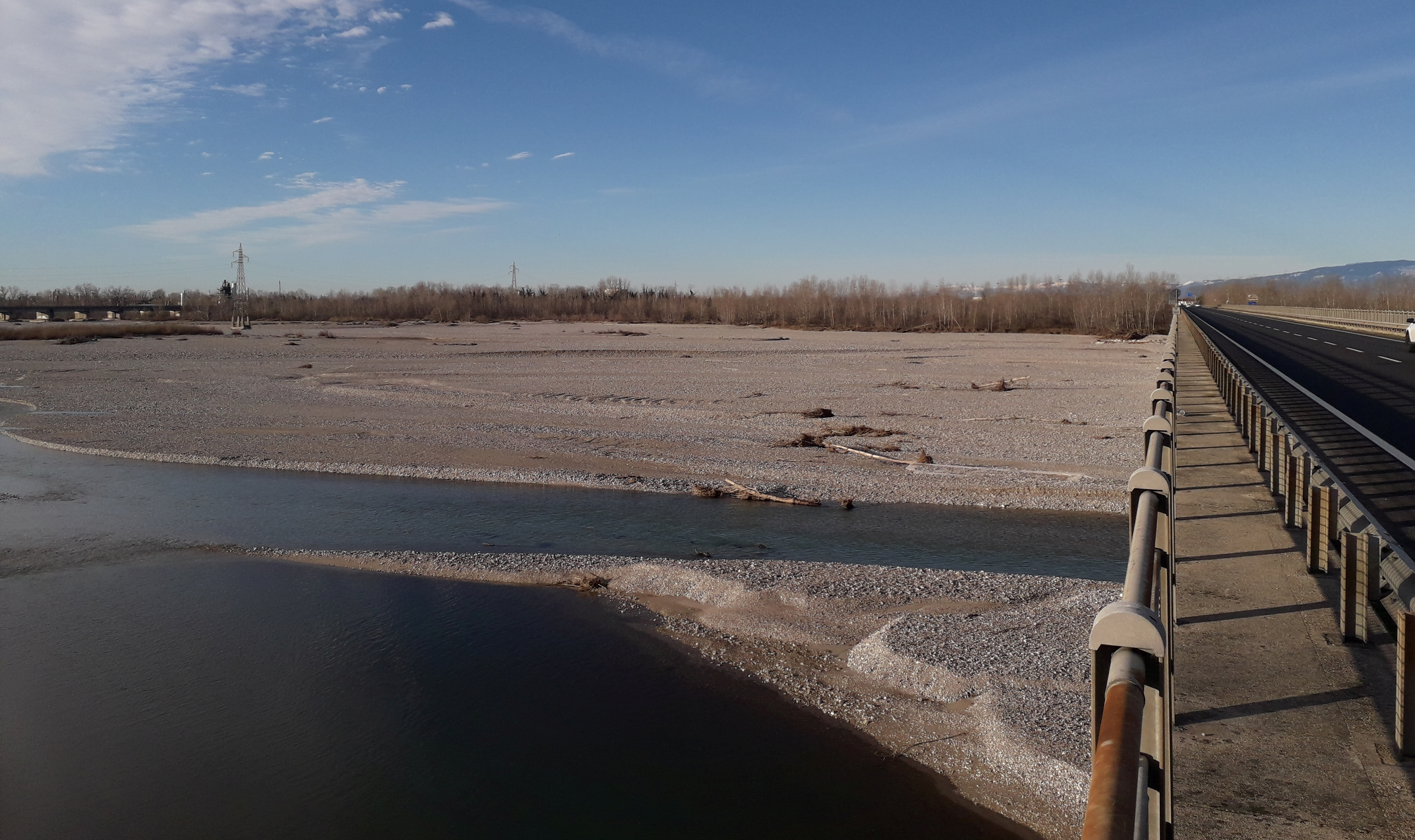
Vista verso ovest (a sinistra il ponte ferroviario)
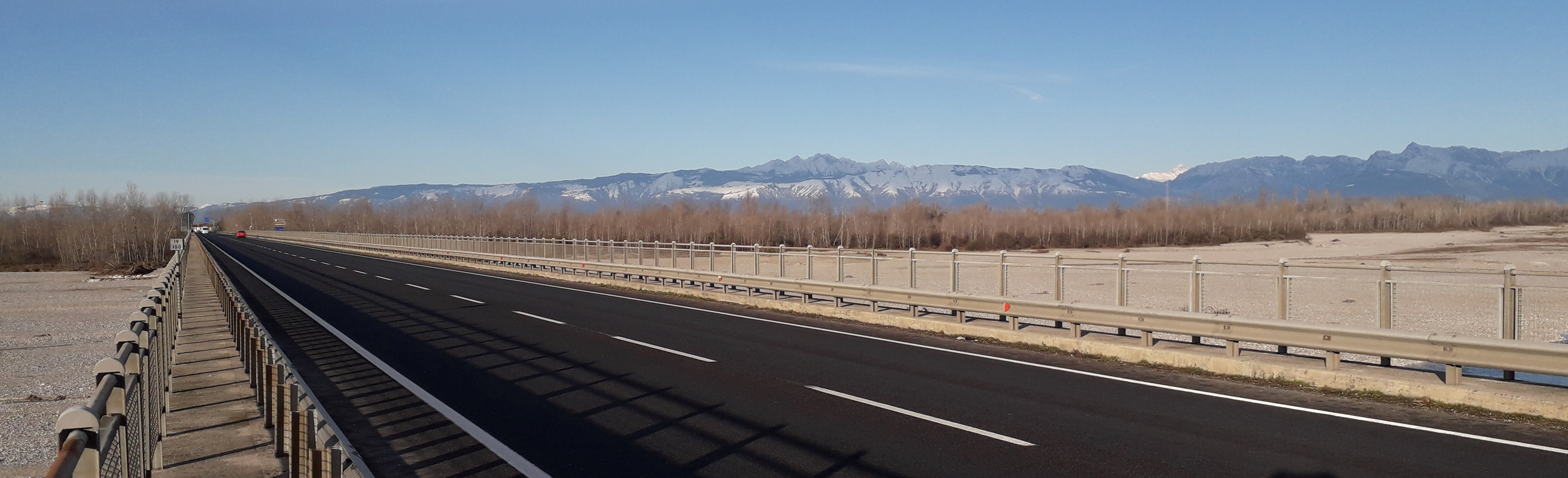
Vista verso nord-ovest (sullo sfondo il gruppo del M.te Cavallo)
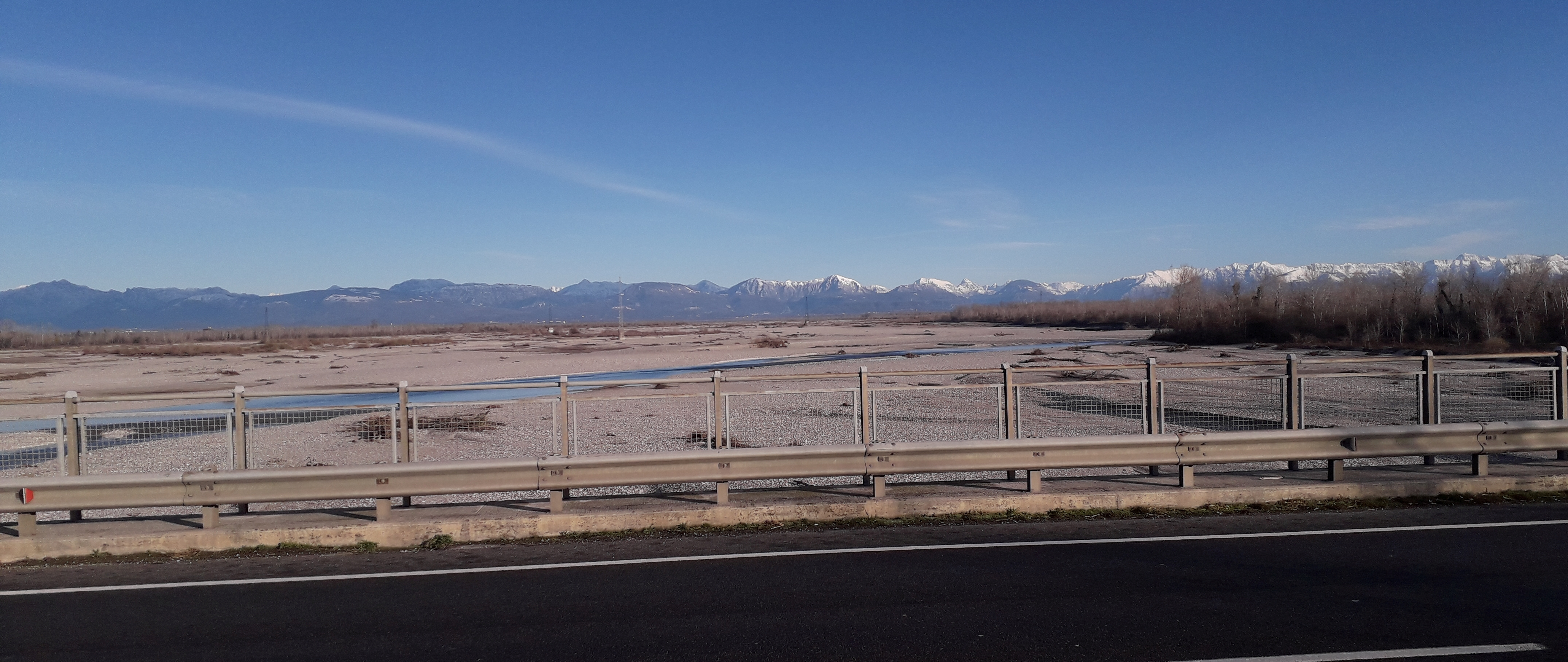
Vista verso nord
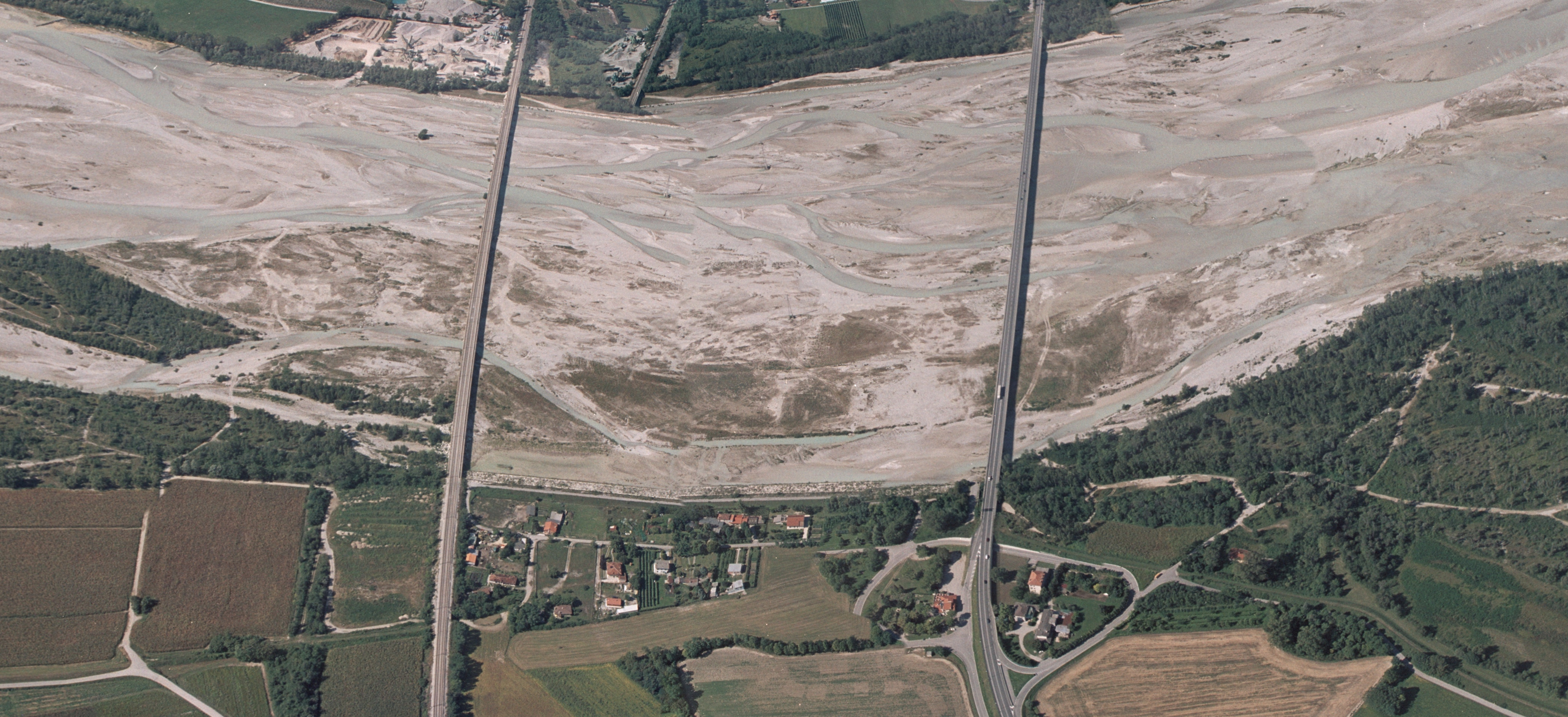
Vista aerea dei 2 ponti: stradale a destra (nord) e ferroviario a sinistra
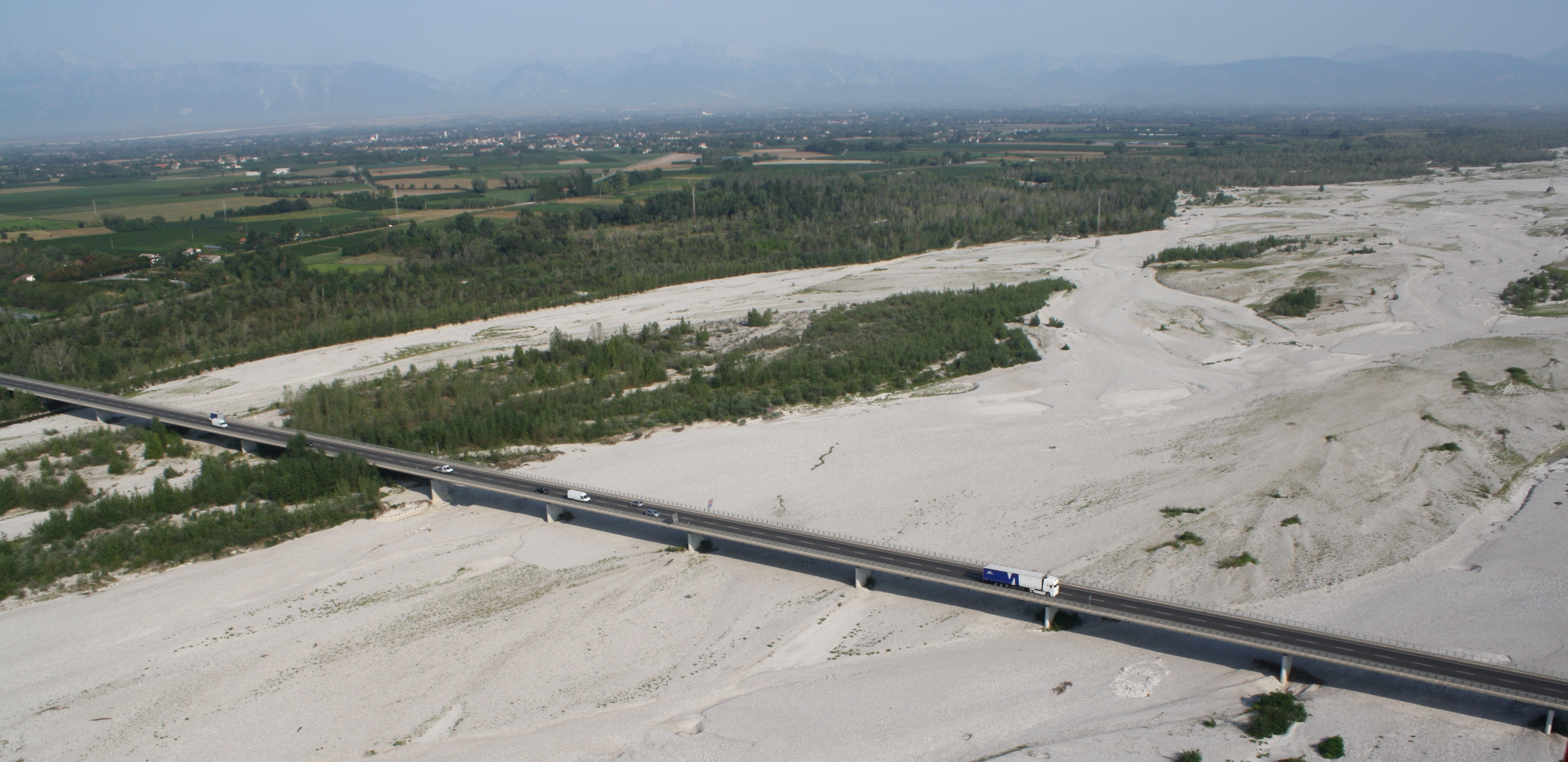
Vista aerea da sud-est